# Selim Bayraktar
Selim Bayraktar (Kirkuk, Irak, 1975. június 17. –) török sorozatszínész.

## Élete
12 éves volt, amikor 1987-ben családjával Szaddám Huszein diktatúrája elől menekült Törökországba. 2000-ben diplomázott a Hacettepe Egyetem konzervatóriumának színházi tanszékén. Több tv show-ban játszott. Legismertebb szerepe Sümbül Ağa, a Szulejmán című sorozatban 2011 és 2014 között.

## Filmográfia

### Film
- Büyük Oyun (2009)
- Romantik Komedi 2: Bekarlığa Veda (2013)
- Kırmızı (2014) (Gökhan)
- Aşk Sana Benzer (2015) (Aykut)
- Vezir Parmağı (2016) (Ekmelettin)
- Cingöz Recai: Bir Efsanenin Dönüşü (2017) (Adil)
- Sevgili Komşum (2018) (Cengiz)
- Arada (2018) Resul
- Soygun Oyunu: Büyük Vurgun (2022) (Yücel Soykan)
- Heartsong: Kalender (2022)

### Sorozat
- Köprü (2006) (Erdal)
- Bir Bulut Olsam (2006) (Mahmud Paşa)
- Szulejmán (2011–2014) (Szümbül Ağa) (Magyar hang: Galbenisz Tomasz)
- Gecenin Kraliçesi (Az éjszaka királynője) (2016) (Hakan) (Magyar hang: Galbenisz Tomasz)
- Çoban Yıldızı (2017) (Zekkar Karakaya)
- Görünen Adam (2017) (Eşref Şerif)
- Ufak Tefek Cinayetler (2017–2018) (Edip)
- Ağlama Anne (2018) (Ali Osman)
- Rise of Empires: Ottoman (2020) (Çandarlı Halil Pasha the Younger)
- Zümrüdüanka (2020–2021) (Abbas)
- Vahşi Şeyler (2021) (Bora)
- Destan (2021–2022) (Alpagu Khan)
- Veda Mektubu (2023) Ziya Karlı
- Mehmed: Fetihler Sultanı (2024) (Çandarlı Halil Pasha)